# 拉玛五世
朱拉隆功（1853年9月20日—1910年10月23日），全稱帕·巴·頌德·帕·博拉明·瑪哈·朱拉隆功·帕·尊拉宗告·昭育霍，是暹罗（泰国）扎克里王朝（卻克里王朝或曼谷王朝）第五代君主，1868年10月1日至1910年10月23日在位，亦稱拉玛五世（Rama V）。《清史稿》稱其為「抽拉郎公」。
朱拉隆功是拉玛四世蒙固的第九子，他从小受英国家庭教师安娜·列奧諾溫斯的教育，能讲一口流利的英语。16岁即登上王位，朱拉隆功是现代泰国的缔造者。他在位期間，對暹羅的政治及社會施行一系列現代化改革，史稱朱拉隆功改革。同時，割讓部分領土給英國和法國。他的改革成功避免暹羅成為西方國家的殖民地，后世尊称朱拉隆功大帝。

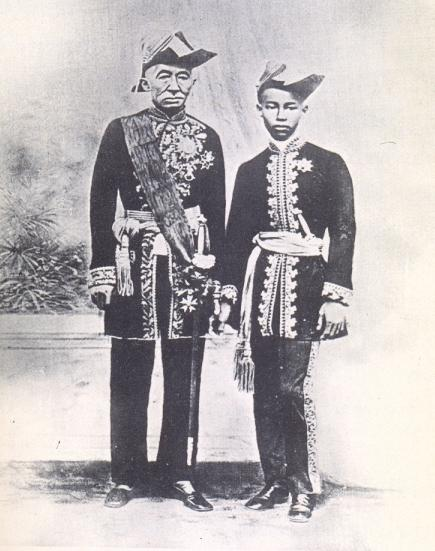
十三歲的朱拉隆功與父皇拉瑪四世蒙固，攝於1866年

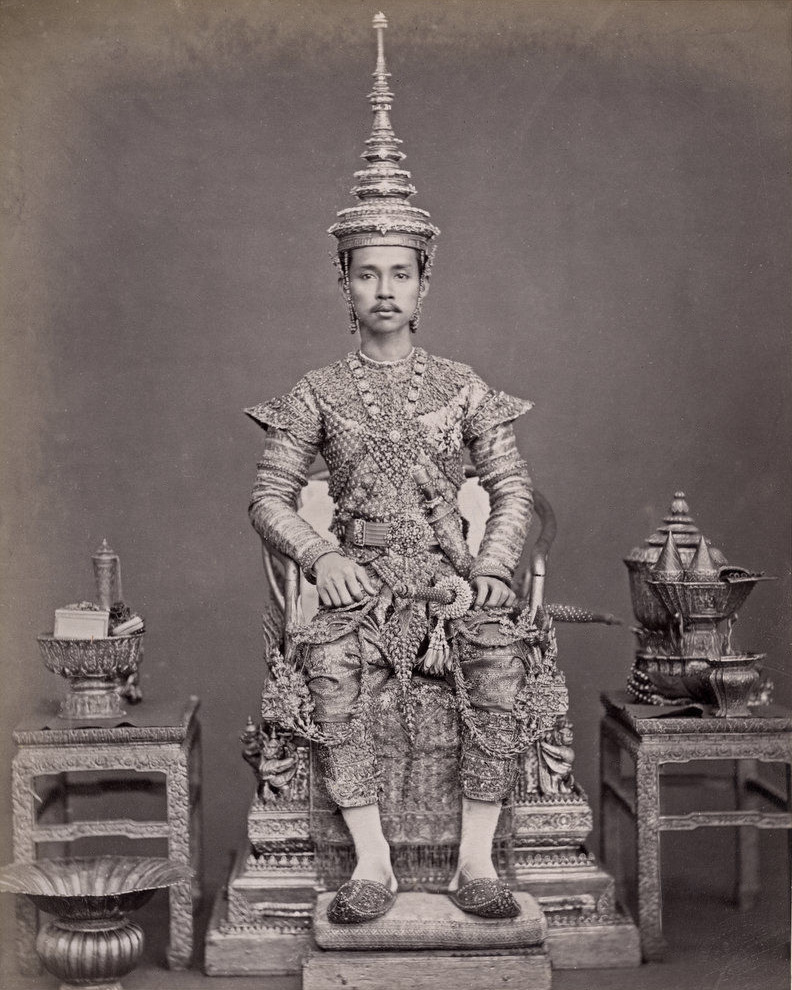
朱拉隆功登基，攝於1873年11月16日

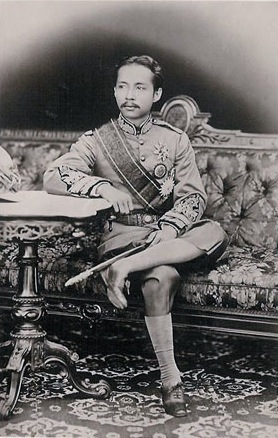
年輕的朱拉隆功穿著西服

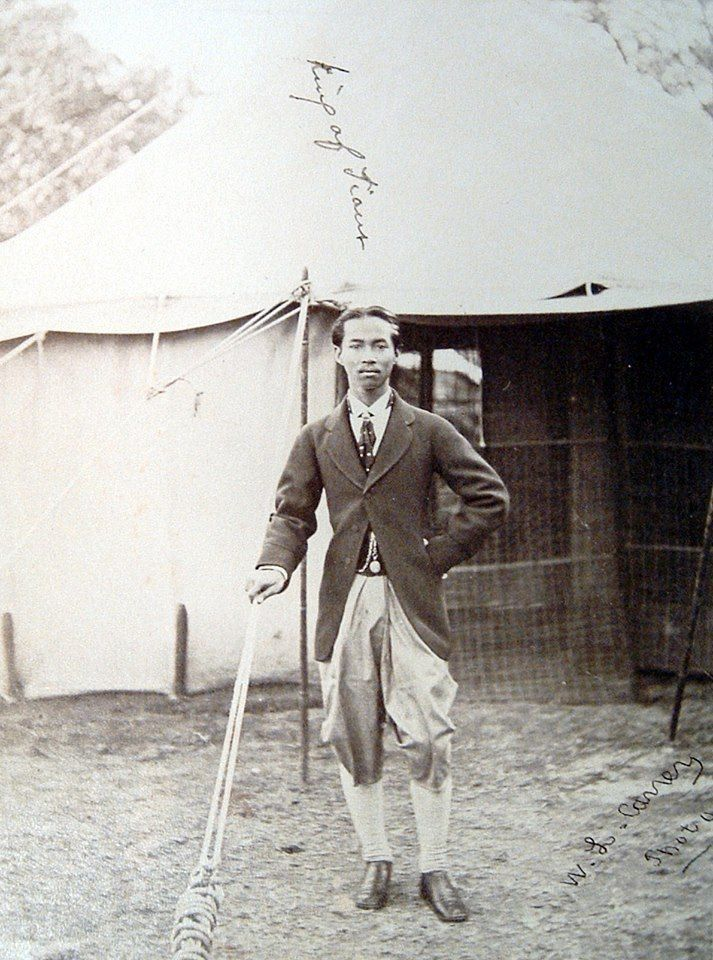
年輕的朱拉隆功，攝於1872年

## 政治

### 外交

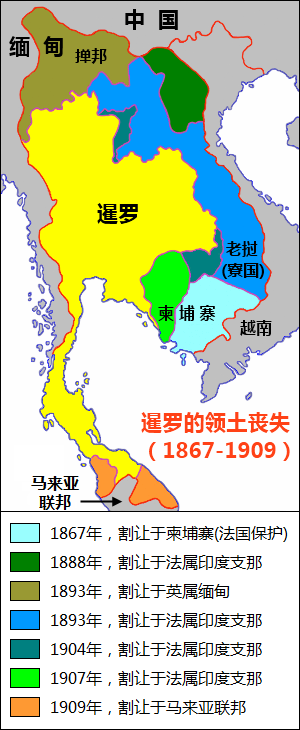
暹罗割地圖（1867-1909）

朱拉隆功是泰国第一个和欧洲各国王室建立直接联系的国王。他刚即位时，由于过于年轻，政事由樞密院代理。他则利用这四年时间访问了其时为西方殖民地的新加坡、印尼和印度，以熟悉西方的政府管理模式，这为他后来的改革打下了坚实的基础，通过这些游历，朱拉隆功心中已经明确了国家现代化的方向。这也使得他成为了第一个跨出国门的泰国国王。在1897年和1907年，他分别进行了两次欧洲旅行，访问了意大利、奥匈帝国、俄国、瑞典、丹麦、德国、荷兰、英国和法国等国。这是亚洲君主前所未有的大规模访问，而当时他的不少儿子已经在这些国家念书。朱拉隆功共有33个儿子，几乎全部在欧洲受教育，这后来也成为泰国王室的传统。
1909年簽定的英暹條約主要包括：将老挝的一部分割让予法国，並放棄南部的马来人为主的吉蘭丹、玻璃市、吉打和登嘉樓等4地的宗主權，成為英屬馬來亞的一部份。朱拉隆功巧妙利用英法之间的矛盾，以聘请英国顾问和授予英国商人部分矿产开采权等措施来换取英国对暹罗主权的保护，之后在与法国爆发的零星冲突中，朱拉隆功以较小的代价令英法达成了维持暹罗领土现状的协议。暹罗最终成功成为了一个介于东南亚英、法势力之间的缓冲国，亦使其成為東南亞唯一從未被外國殖民統治過的國家。

### 内政
在君主专制的前提下，朱拉隆功在政治上采取了一些民主化的尝试：他建立了内阁并成立了一个由十二位他任命的代表组成的顾问委员会，以向他在一些重大问题上提供建议。1905年，他最终废除了泰国六百年的奴隶制度，使得每个人的经济自由都能得到保障。安娜·列奥诺温斯小姐后来在回忆录中声称那是她在朱拉隆功小时候给他读《黑奴籲天錄》的成果。然而，不管如何，泰国传统的奴隶制和美国的黑奴制度有很大的不同，比后者要人道的多。此外朱拉隆功還廢除了1518年成立的徭役制度。1887年设立国防部，1905年颁布征兵法。建立中央集權，剷除地方封建王侯，派官員直接管理地方。
朱拉隆功也很喜欢微服出行。通过这些匿名的深入实地的调查，国王发现了很多在政府管理和法律执行中出现的问题，并立即着手解决。由此显著增强了政府的效力并极大地提高了人民对于政府和王室的信任。

### 教育
朱拉隆功继续推进了他先辈开始的教育改革。出众的学子无论什么出身都将授予国家奖学金，并送往英国、丹麦、德国、俄国等欧洲国家深造。朱拉隆功也在各地設立基礎學校。

### 宗教
朱拉隆功是一个十分虔诚的佛教徒。然而他不反对其他宗教的活动，相反，他甚至赠与基督教和伊斯兰教教会土地以使他们能够建立起自己的教堂或清真寺。在他的统治下，整个国家实行宗教信仰自由的开明政策。

## 影響與評價
在他1910年去世时，留给他当时尚在英国留学的儿子瓦栖拉兀的是一个朝气蓬勃，正大步迈向现代化的国家。时至今日，朱拉隆功大帝依然是泰国人民最崇敬的人物之一。国家每年以他去世的日子10月23日为法定节日（五世王纪念日）以缅怀他的功绩。
泰国最重要的大学之一朱拉隆功大学（由他的儿子瓦栖拉兀建立）亦以他的名字命名。
1908年，五世王騎馬像被豎立在曼谷大皇宮的前方的五世王廣場。

## 子女

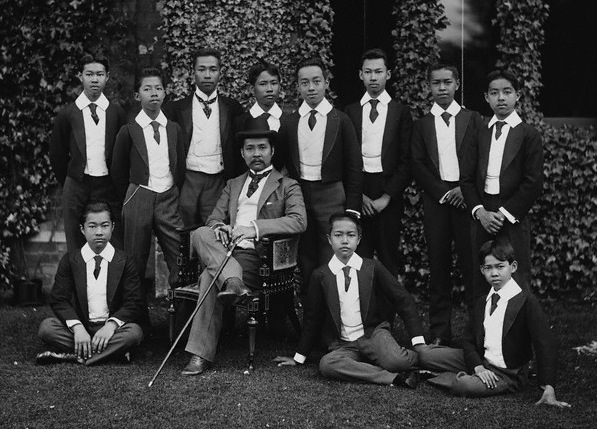
朱拉隆功與其十一兒子合照，1907年攝於英國

共97人，但有多人早亡。通常的说法是有33个儿子和44个女儿，以下是部分子女名单：
朱拉隆功諸子女列表
- 贵妃 Sunandha Kumariratana（1860-1880）所生：
  - Kannabhorn Bejaratana公主（1878-1880）
- 妃 Sukhumala Marasri（1861-1927）所生：
  - Suddha Dibyaratana公主（1877-1922）
  - 那空沙旺親王Paribatra Sukhumbhand（1881-1944）
- 贵妃 Savang Vadhana（1862-1955）所生：
  - 哇集鲁那希王太子（1878-1894）
  - Isariyalongkorn王子（1879-1879）
  - Vichitra Chiraprabha公主（1881-1881）
  - Sommatiwongse Varodaya王子（1882-1899）
  - Valaya Alongkorn公主（1884-1938）
  - Sirabhorn Sobhon公主（1888-1898）
  - 宋卡親王瑪希敦·阿杜德（1892-1929）
- 王后 Saovabha Phongsri（1864-1919）所生：
  - Bahurada Manimaya公主（1878-1887）
  - 瓦栖拉兀（1880-1925）
  - Tribejrutama Dhamrong王子（1881-1887）
  - 乍甲蓬·普瓦納王子（1883-1920）
  - Siriraj Kakudhabhanda王子（1885-1887）
  - Asdang Dejavudh王子（1889-1924）
  - Chudadhuj Dharadilok王子（1892-1923）
  - 巴差提朴（1893-1941）
  - 吉滴耶功
  - 契腊[4]
  - 腊比（英语：Raphi Phatthanasak）
  - 汶帕
  - 甘烹碧王子公帕

## 相关影视作品
- 《國王與我》由尤伯連納(Yul Brynner)飾演拉玛四世（蒙固）。
- 《安娜與國王》由Ramli Hassan為成年朱拉隆功配音（旁白）、Keith Chin飾演幼年的朱拉隆功王子；後有一版本由周潤發演出。